# Gara Alexandria
Gara Alexandria este o stație de cale ferată care deservește Alexandria, județul Teleorman, România.